# 寄居町
寄居町（日语：／ Yorii machi */?）是日本埼玉縣西北部的町，隸屬於大里郡，人口約3万7千人。寄居町是大里郡唯一的自治體。

## 交通

### 鐵路
秩父鐵道
- 秩父本線：櫻澤站 - 寄居站 - 波久禮站

東武鐵道
- 東上本線：寄居站 - 玉淀站 - 鉢形站 - 男衾站

東日本旅客鐵道
- 八高線：折原站 - 寄居站 - 用土站